# کوه العود
کوه العود (به عربی: جبل العود) یک کوه در یمن است. کوه العود ۲٬۹۴۲ متر بالاتر از سطح دریا واقع شده‌است.